# 海關戰線
《海關戰線》（英語：Customs Frontline）是2024年香港動作劇情片，由邱禮濤導演，謝霆鋒、張學友、林嘉欣及劉雅瑟主演，吳鎮宇特別演出，謝霆鋒首度兼任動作指導。本片作爲第26届意大利遠東電影節閉幕電影，於2024年5月2日舉行世界首映，2024年7月5日香港正式上映。

## 故事簡介
周正禮（謝霆鋒 飾）任職香港海關，與上司張允南（張學友 飾）情同師徒。張Sir頂住高層壓力，直屬上司助理關長（邊境及港口）郭子強（吳鎮宇 飾）、作風強悍的助理關長（情報及調查）邵雅瑩（林嘉欣 飾）推薦禮參與世界海關組織和國際刑警組織的聯合行動，偵查早前一宗涉港的龐大軍火走私案。禮聯同泰國情報員Ying（劉雅瑟 飾），深入軍火交易的活躍地域，追查幕後黑手。此時，香港海關內部傳來噩耗！禮無畏無懼，堅持查明真相，一場戰爭浩劫即將爆發...

## 角色
| 演員                | 角色            | 介紹 |
| 謝霆鋒              | 周正禮          | 海關助理監督 郭子強之下屬 張允南的徒弟 Katie的前男友 邵雅瑩的下屬 阿盈的拍擋                                                                                  |
| 張學友              | 張允南          | 海關高級監督，實為與走私集團勾結的內鬼 郭子強之下屬，遭其針對 周正禮的師傅 邵雅瑩之男友 患有躁狂抑鬱症，有自殺傾向 最後因無法面對邵雅瑩而於家中跳樓自殺身亡。 |
| 林嘉欣              | 邵雅瑩          | 海關助理關長（情報及調查） 張允南的女友 郭子強的競爭對手 最後，在陈永勤退休后，升職為海關副關長                                                               |
| 劉雅瑟              | 阿盈(Ying)      | 泰國國際刑警 Mark的泰國伙伴 周正禮的拍擋 最後走私集團被搗破後返回泰國                                                                                         |
| 吳鎮宇 （特別演出） | 郭子強          | 海關助理關長（邊境及港口） 張允南、周正禮的上司，並針對張允南 邵雅瑩的競爭對手                                                                                |
| 關智斌              | 李學斌          | 海關助理監督 周正禮的同事，與其針鋒相對 張允南的下屬 |
| 陳家樂              | 甘樂文          | 甘榮之子 與張允南勾結 後向海關供出張允南內鬼一事 |
| 衛詩雅              | 凱蒂(Katie)     | 海關關員 周正禮的前女友 後遭走私集團的槍手槍殺身亡 |
| 袁富華              | 歐經理          | 甘榮的管家 後被走私集團的成員滅口 |
| 米雪                | 甘太太          | 甘榮的妻子 甘樂文之母 |
| 石修                | 陳永勤          | 海關副關長 邵雅瑩、郭子強的上司，准备退休，并在物色下一任副关长                                                                                               |
| 黃錦燊              | 甘榮            | 甘樂文之父，實為走私集團的成員之一 與張允南勾結 最後被羅博士暗殺身亡                                                                                          |
| 楊天宇              | Ben             | 海關高級關員。 |
| Amanda S.           | 羅博士(Dr. Raw) | 軍火武器賣家 走私集團的幕後黑手 |
| 朱天                |                 | 海關關員。 |
| 黎峻                |                 | 海關關員。 |
| 林德信              |                 | 張允南的心理醫生。 |
| 劉若寶              |                 | 甘樂文的妻子。 |

## 製作
導演邱禮濤受訪時坦言海關是香港一支主要的紀律部隊，奈何以往港產片鮮有以他們作「主人公」，為令電影有一個新視角，故今次敲定拍攝一個關於海關題材的故事。
本片原定2022年3月3日正式開拍，因香港爆發2019冠狀病毒病第五波疫情，為安全起見決定延遲三星期才開鏡。2022年4月6日舉行拜神儀式，6月20日完成拍攝工作，舉行煞科宴。同時，電影發佈三張先導海報。
張學友自2016年的《暗色天堂》後，相隔八年再現大銀幕。謝霆鋒除了擔正男主角外，更會兼任武術導演一職。本片获香港海關支持及全力配合，借出場地及船隻，令整部電影充滿真實感。

## 電影歌曲
| 曲別   | 曲名                   | 作曲   | 編曲   | 監製   | 填詞   | 演唱   |
| 主題曲 | 《很遠的地方》（粵語） | 謝霆鋒 | 陳子龍 | 歐丁玉 | 喬星   | 張學友 |
| 主題曲 | 《很遠的地方》（國語） | 謝霆鋒 | 陳子龍 | 歐丁玉 | 謝梓豫 | 張學友 |

### 歌曲靈感
- 靈感源自於拍攝片尾中，當時拍完与张学友在海边喝啤酒的戏后，谢霆锋有感而发，回家后完成了片尾曲《很远的地方》的作曲。

## 獎項及提名
| 年份 | 頒獎典禮             | 獎項         | 入圍者                         | 結果 |
| ---- | -------------------- | ------------ | ------------------------------ | ---- |
| 2025 | 第43屆香港電影金像獎 | 最佳視覺效果 | 黃心妍、林駿宇、何家全、余國亮 | 提名 |

## 外部連結
- 海關戰線的Facebook專頁
- 海關戰線的Instagram帳戶
- 香港影庫上《海關戰線》的資料（繁體中文）
- 豆瓣电影上《海關戰線》的資料 （简体中文）
- 时光网上《海關戰線》的資料（简体中文）
- 互联网电影数据库（IMDb）上《海關戰線》的资料（英文）